# Npm (パッケージ管理ツール)
npmとはJavaScriptのパッケージ管理システムの一種。Node Package Managerの意。
なおnpmとは初期のコミットではタイトルを「Node Package Manager」と頭文字を取ったものであったものの、その後、誤解を招くとして変更され、現在は「npm is not an acronym」の略語であることが公言されている。
ライセンスはArtistic License 2.0。Node.jsのパッケージ管理システムであり、V8 JavaScriptエンジンで動作する。npm自身もJavaScriptで記述されている。
Node.jsは、サーバ上で動作するJavaScriptであるが、Node.jsを使ったツールが開発されるようになると、これらを管理するバージョン管理システムの必要性が生まれた。
npmは、Node.jsのツールやパッケージ（モジュール）をインストールしたり管理したりするだけでなく、パッケージを扱うためにインターフェイスを備えている。リポジトリ機能も備えており、必要とするパッケージ（モジュール）の検索、ダウンロード、インストール、アップデートを行えたり、開発したパッケージ（モジュール）を他者に公開できたりする。
開発元であるnpm Inc.は2014年に設立し、2020年にGitHubに買収された。